# Bitwa pod Guray
Bitwa pod Guray – starcie zbrojne, które miało miejsce w dniach 7–10 marca 1876 pomiędzy korpusem egipskim dowodzonym przez Muhammada Ratiba Paszę, a siłami abisyńskimi króla Jana IV. Druga znacząca bitwa w czasie wojny egipsko-etiopskiej, w której strategiczne zwycięstwo odnieśli Etiopczycy, co pośrednio doprowadziło do upadku rządów Isma’ila Paszy

## Początek kampanii
Po porażce pod Gundet, Egipcjanie wysłali nowy korpus ekspedycyjny. Dowodzone przez Ratiba Paszę oddziały liczyły 11 120 żołnierzy, co wraz z niedobitkami wojsk Arendrupa dawało łącznie ok. 12 tys. ludzi. Wojska były dobrze wyposażone, ale źle dowodzone: głównodowodzący miał nikłe doświadczenie, jego szef sztabu, dawny konfederacki generał William Wing Loring mówił słabo po francusku, który służył jako lingua franca; był też impulsywny i posuwał się do rękoczynów wobec egipskich żołnierzy. W sztabie pracowała różnorodna grupa oficerów europejskich i amerykańskich, niemówiących zazwyczaj po arabsku, którym porozumiewali się egipscy dowódcy oddziałów polowych. Obecność syna kedywa, księcia Hassana, który nie miał określonego stanowiska, a o którego przychylność zabiegał i Ratib Pasza i Loring, pogłębiała chaos.
Według rozkazów kedywa, Muhammad Ratib miał wciągnąć Jana IV w walną bitwę na dogodnych warunkach, w której techniczna przewaga egipskiej armii miała zagwarantować zwycięstwo, i w ten sposób ukarać go za stawianie oporu. Gdyby się to nie powiodło, winien zająć Aduę i w ten sposób sprowokować etiopską armię. W najgorszym razie winien zademonstrować potęgę Egiptu, zagarnąć maksymalną ilość łupów i zabezpieczyć podejścia do Massauy, w przygotowaniu do kolejnej operacji. Do wykonania zadania Ratib otrzymał jedne z najlepszych oddziałów armii egipskiej, których trzonem były dwie brygady piechoty (9600 ludzi), plus silna artyleria w postaci dalekosiężnych dział Kruppa, La Hitte’a i Armstronga, 12 wyrzutni rakietowych i 16 górskich haubic; kompania saperów zabezpieczała prace inżynieryjne, a pułk kawalerii miał zapewnić rozpoznanie. Słabością był brak dostatecznej liczby zwierząt jucznych i tragarzy do transportu zaopatrzenia.
Straż przednia, pod dowództwem Usmana Paszy, już w grudniu 1875 roku zajęła górującą nad równiną Guray przełęcz Kejjyh Kor. Główne siły, które miały walczyć pod Guray, wyruszyły z Suezu 31 stycznia 1876 i z początkiem lutego wylądowały w Massauie. Poruszając się powoli i zakładając forty i składy po drodze, siły główne dotarły do Guray, gdzie wzniesiono nowy fort. Baza tam dawała dobrą możliwość manewru i ataku w kierunku Adui. Ze względu na niedostatek wody i konieczność zabezpieczenia drogi na Massauę, Egipcjanie podzielili siły, lokując ok. 7 tys. ludzi w forcie w Guray, a 5,5 tys. żołnierzy na oddalonej o ok. 8 kilometrów przełęczy Kejjyh Kor.

## Bitwa

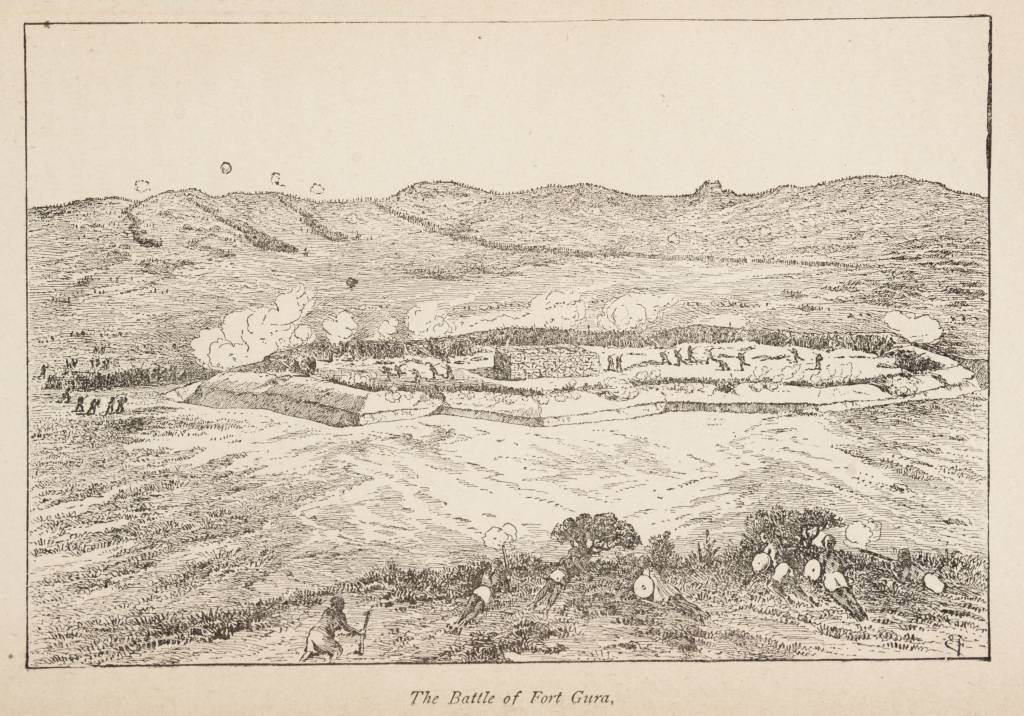
Rycina przedstawiająca oblężenie fortu Gura

Tymczasem cesarz Etiopii zmobilizował armię liczącą ok. 50 tys. żołnierzy (z czego ok. 10 tys. miało karabiny) i ruszył na Egipcjan. Wykorzystując fatalne rozpoznanie ze strony Egipcjan, zajął pozycję, która umożliwiła mu atak na oba egipskie obozy, lub wyjście na ich tyły. Ratib dowiedział się o obecności nieprzyjaciela 3 marca, a 7 marca zaobserwowano pierwsze oddziały etiopskie. Egipcjanie ogłosili alarm bojowy, po czym przez kilka godzin nie robili nic, podczas gdy dowódcy kłócili się, co należy uczynić. Ostatecznie przeważyło zdanie amerykańskich doradców, którzy chcieli podjąć walkę w polu i osłonić nadciągającą kolumnę z zaopatrzeniem (Ratib Pasza wolał przyjąć walkę z umocnionych pozycji, co dawałoby mu przewagę nad nieprzyjacielem pozbawionym artylerii). Ostatecznie pozostawił w forcie 1500 ludzi z ciężką artylerią, a na czele siedmiu batalionów, wspartych dwoma szwadronami kawalerii, tuzinem haubic i siedmioma wyrzutniami rakietowymi wyszedł w pole, zajmując pozycję ok. kilometra od fortu.
Etiopczycy, mimo wielkiej przewagi liczebnej, ze względu na teren mogli wprowadzić na raz do walki ok. 15–20 tys. ludzi. Egipcjanie mieli w polu ok. 6 tys., co przy dużo lepszym uzbrojeniu dawało im szansę powodzenia. Jan IV znał jednak dobrze pole bitwy (walczył już na nim w 1867 roku) i doskonale wykorzystał umiejętność szybkiego poruszania się jego żołnierzy i wykorzystywania przez nich licznych jarów i rozpadlin dla ochrony. Ogień Egipcjan spowodował wielkie straty, ale egipska piechota mierzyła za wysoko, przez co czołowe oddziały etiopskie mogły podejść bardzo blisko. Egipski dowódca ok. 13:30 utracił kontrolę nad armią, której sekcje walczyły osobno. Na prawym skrzydle Etiopczycy rozbili batalion piechoty w walce wręcz i zaatakowali baterie dział. Ogień artylerii, dotąd wyrządzający im największe straty, zamarł, a wojownicy etiopscy ruszyli na centrum Egipcjan. Ruch kawalerii egipskiej, której nakazano odprowadzić księcia Hassana do fortu, został wzięty za odwrót, kolumna amunicyjna wpadła w panikę i armia egipska w rozsypce cofała się ku fortowi.
Usman Pasza, który miał 2,5 tys. ludzi na przełęczy, nie próbował przyjść z pomocą oddziałom walczącym na równinie, nie wsparł ich nawet ogniem dalekosiężnych armat. Uznał, że wyjście z dobrze umocnionych pozycji grozi jedynie większymi stratami, a nawet utratą kontroli nad drogą do Massauy. Przed kompletną katastrofą ocalił Egipcjan fort, gdzie schroniły się niedobitki armii, która została oblężona przez siły Jana IV. Wykorzystując resztki starych fortyfikacji jako osłonę, podjęły one szturm, z trudem odparty przez obrońców. Etiopczykom nie udało się efektywnie wykorzystać zdobytej artylerii, co doprowadziło do impasu. Jan IV musiał zrezygnować z dalszego oblężenia, ze względu na brak możliwości zaopatrzenia swojej armii. Dzień po ostatnim ataku, 11 marca Etiopczycy wycofali się ku Adui.

## Skutki
Według początkowych szacunków Egipcjanie stracili ok. 600 zabitych, 1000 rannych i 2300 jeńców w pierwszej bitwie 7 marca. Gdy 9 marca Etiopczycy odkryli zmasakrowane ciała swoich pobratymców, rozpoczęli mordowanie jeńców, co w następnych dniach praktykowały obie strony, torturując ich i odcinając im dłonie. Ostatecznie siły egipskie straciły w trzydniowej bitwie 1014 zabitych, 1607 rannych, a z 2186 jeńców przeżyło ledwie 130. W pierwszym starciu zginęło ok. 900 Etiopczyków, ale podjęte w następujących dniach szturmy były bardzo kosztowne – ostatecznie obie strony straciły po ok. 4500 ludzi.
Armia Jana IV w dużej mierze rozproszyła się, a wielu żołnierzy wróciło do domu z łupem. Egipcjanie, wzmocnieni posiłkami w sile brygady (ok. 5 tys. ludzi) nie podjęli żadnych działań. Choć ich korpus ponownie liczył ok. 12 tys. ludzi, morale było złamane dwoma klęskami w polu. Skupili się na osłonie Massauy i propagandowym zacieraniu śladów katastrofy. 19 kwietnia Ratib Pasza wycofał swoje oddziały z Guray i wkrótce potem odpłynął do Suezu.
Klęska na równinie Guray zniweczyła egipskie plany dominacji w Rogu Afryki. Utarczki z Etiopczykami trwały jeszcze kilka lat, ale Brytyjczycy, którzy przejęli kontrolę nad Egiptem, dążyli do normalizacji stosunków, co nastąpiło w 1884, po zawarciu traktatu Hewetta.